# Spézet
Spézet (bret. Speied) – miejscowość i gmina we Francji, w regionie Bretania, w departamencie Finistère.
Według danych na rok 1990 gminę zamieszkiwało 2038 osób, a gęstość zaludnienia wynosiła 34 osoby/km² (wśród 1269 gmin Bretanii Spézet plasuje się na 307. miejscu pod względem liczby ludności, natomiast pod względem powierzchni na miejscu 42.).